# Heinrich Maas
Heinrich Maas (* 17. Mai 1908 in Bremen; † 28. Februar 1981 in Bremen) war ein deutscher Verwaltungsjurist und Senatsdirektor in Bremen.

## Biografie
Maas besuchte das Alte Gymnasium Bremen und studierte Rechtswissenschaft an der Eberhard Karls Universität Tübingen, der  Friedrich-Wilhelms-Universität zu Berlin, der Albertus-Universität Königsberg und der Christian-Albrechts-Universität zu Kiel. Seit 1928 war er Mitglied des Corps Borussia Tübingen. In Kiel promovierte er 1932 zum Dr. iur. Er begann seine Berufslaufbahn als Assessor bei der Bremer Verwaltung. Nach dem Zweiten Weltkrieg wurde er in der Wirtschaftsbehörde zum Regierungsdirektor und zum Leitenden Regierungsdirektor ernannt. Um 1957 erfolgte seine Berufung zum Senatsdirektor und Vertreter des Senators für Häfen, Schifffahrt und Verkehr des Landes Bremen. Er war bis 1973 Vertreter der Senatoren Jules Eberhard Noltenius (CDU), Georg Borttscheller (FDP) und Oswald Brinkmann (SPD). Er förderte in seiner Zeit den Auf- und Ausbau des Containerverkehrs und den Hafen Links der Weser in Bremen. Zugleich war er Senatskommissar für das Ausländerwesen. Für die nach dem Krieg nach Bremen verlegte Seemanns- und Flussschiffermission führte er ab 1955 den Vorsitz. Er war im Vorstand oder auch Vorsitzender verschiedener Gremien und Vereine wie im Club zu Bremen, der Deutschen Gesellschaft zur Rettung Schiffbrüchiger, des Rotary Clubs und im 1954 neugegründeten Bremer Eisverein. 1973 als Senatsdirektor pensioniert, widmete er sich seinen Steckenpferden, dem Schlittschuhlaufen und Faltbootfahren.

## Werke
- Der Mensch an Bord, Vorträge, Gespräch und Gedanken. In: Weltwirtschafts-Archiv Band 4, Bremen 1958.
- 25 Jahre Institut für Seeverkehrswirtschaft. Institut für Seeverkehrswirtschaft (Hrsg.), Bremen 1979.
- Das Schlittschuhlaufen in Bremen in Vergangenheit und Gegenwart. Hauschild, Bremen 1981.